# 心理生理學
心理生理學（英語：Psychophysiology；德語：Psychophysiologie）通稱身心學，是處理心理過程與潛在身體功能之間的關係。它致力於解釋情緒、意識和行為的變化如何與大腦活動、循環系統、呼吸、運動技能和激素釋放相關。
心理生理學領域可以根據基礎研究的主題、主要的生理功能系統或根據應用領域進行細分。中心主題是情緒和壓力反應、意識的變化、放鬆（德語：Entspannung；英語：Relaxation）和睡眠等。認知心理生理學研究當感官刺激或認知任務發生時，訊息（在人體內）是如何被處理的。分析身體功能（例如心悸、肌肉緊張（德語：Muskelanspannung））的疼痛反應和體內感知（德語：Interozeption）等，以了解身體不適是如何產生和受到影響的。某些人格特徵的生理和遺傳基礎問題與關於體質、身體結構和氣質的舊教義有關。在臨床心理學和精神病學中，心理生理學有助於新的解釋模型和治療方法。
心理生理學是心理學的一個分支，與心理過程的生理基礎有關。 雖然心理生理學在 1960 年代和 1970 年代是一個通泛的研究領域，但現在它已經變得非常專科化，基於方法、研究主題和科學傳統。 方法因電生理學方法（如腦電圖）、神經影像學（磁共振成像、正子斷層造影）和神經化學的組合而異。 心理生理學已分支出如社會、運動、認知、心血管、臨床等相關方面的亞專業領域。